# El pulso de la fe

## Historia
Este programa se transmitía en CNI Canal 40 bajo el nombre de El Pulso del Papa; luego desapareció, y años después fue retomado por Proyecto 40 ahora bajo el nombre de El Pulso de la Fe.

## Sinopsis
El Pulso de la Fe es el espacio en el que se pueden discutir y abordar aquellos temas de gran misterio que constituyen la fe. Roberto O’Farril analiza las causas que fundamentan la fe a través de testimonios, diálogos y participaciones especiales que te harán conocer más sobre las religiones y sus adentros.

## Conductor

### Roberto O'Farrill
Laico, nacido en la Ciudad de México.
Estudios de Comunicación (Ciencias de la Comunicación) por la Universidad Intercontinental y por la Universidad Iberoamericana
Estudios de Posgrado con Especialización en Ciencias Sociales por el Instituto de la Integración Iberoamericana
Diplomados en Comunicación Social, Derecho y Política Internacional, Sociología y Administración y Economía Política por el Centro de Investigaciones sobre la Libre Empresa
Diplomados en Teología, Antiguo Testamento, Nuevo Testamento, Arte Sacro, y Mística y Espiritualidad por la Universidad Pontificia de México
Actividad profesional:
Presidente de Ver y Creer
Director General de Información Vía Satélite, S.A de C.V.
Escritor, Autor de los libros "El pulso del Papa, una mirada al Romano Pontífice", "El Pulso de la Fe, una mirada a lo que nos hace creer", "Ver y Ceer, en el Año de la Fe" y "El Hijo del carpintero, el relato más humano de Jesús de Nazaret".
Periodista acreditado ante la Sala de prensa de la Santa Sede.
Conferencista con predominancia en temas eclesiásticos y religiosos.
Actividad pastoral:
Profesor de Biblia en diversas iglesias e institutos de evangelización
Caballero de Gracia Magistral de la Soberana, Militar y Hospitalaria Orden de Malta
Comendador de la Orden Pontificia de San Gregorio Magno
Consejero de la Fundación León XIII
Agregado Espiritual a la Orden del Carmen
Actividades al servicio de la Fe:
Realizador, productor y conductor de los programas de radio "Teología para todos" y "El pulso del Papa desde Ciudad del Vaticano"; y de los programas de TV "La Libertad de Creer" y "El Pulso de la Fe".
Re-transmisor en México de las señales de Radio Vaticano y del Centro Televisivo Vaticano desde 1994.
Presidente del Comité de Comunicación para el II Congreso Eucarístico Nacional del año 2000 en la Ciudad de México
Presidente de la Comisión Episcopal para la visita a México de los restos-Reliquia de Santa Teresa del Niño Jesús en el año 2001
Presidente de la Comisión de Comunicación del Comité local para la celebración del 48.º Congreso Eucarístico Internacional del año 2004 en Guadalajara
Miembro del Consejo para la edificación del Santuario de los Mártires de la arquidiócesis de Guadalajara